# École pour l’informatique et les techniques avancées
Die École pour l’informatique et les techniques avancées (Epita) ist eine private französische Ingenieurhochschule (Grande école). Sie bildet innerhalb von drei Jahren Informatik-Diplomingenieure aus. Die Schule wurde 1984 gegründet, sie bildet jährlich ungefähr 250 Ingenieure aus.
Die Schule ist Mitglied im Zusammenschluss IONIS Education Group.

## Grundstudium
Epita ist eine Schule „généraliste“, was bedeutet, dass sich die Studenten während der zwei ersten Jahre nicht spezialisieren. Die wichtigsten Unterrichtsfächer der Epita sind:
- Energie
- Elektronik
- Telekommunikation
- Informatik
- Automatisierung
- Signalverarbeitung

Außerdem hören die Studenten Vorlesungen in Mathematik, Wirtschaft, Jura und Sprachen.

## Ranking
Epita ist eine der angesehensten Ingenieurhochschulen in Frankreich, besonders im Bereich Informationstechnologie. Bei den in Frankreich üblichen Ranglisten erreichte sie durchweg einen der vorderen Plätze.